# Мартинес-Гарсия, Якоба

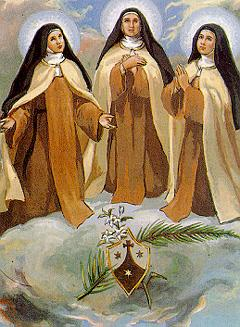
Гвадалахарские мученицы

Хакоба Мартинес Гарсия или Мария Пилар и Святого Франциска Борха (исп. María Pilar de San Francisco de Borja; 30 декабря 1877, Тарасона, Испания — 24 июля 1936, Гвадалахара, Испания) — блаженная римско-католической церкви, монахиня Ордена Босых Кармелиток, мученица.

## Биография
Якоба Мартинес-Гарсия родилась 30 декабря 1877 года в Тарасона в провинции Сарагоса в Испании у Габино Мартинеса и Луисы Гарсия. На её духовное развитие оказал большое влияние родной брат Хулиан, который был священником. Якоба помогала ему в приходе в Торейасе, а потом — в Корейа в провинции Наварра, куда в ноябре 1891 года переехала вся их семья.
Скоро Якоба почувствовала призвание к харизме кармелитов, и, вслед за старшей сестрой Северианой, 12 октября 1898 года поступила в монастырь Святого Иосифа в Гвадалахаре. Здесь она приняла монашеское облачение и новое имя Марии Пилар и Святого Франциска Борджа. 15 октября 1899 года, закончив новициат, Мария Пилар принесла монашеские обеты. В монастыре она несла послушания в сакристии и вратарницы.
22 июля 1936 года монастырь Святого Иосифа в Гвадалахаре был распущен республиканской милицией. Монахини организовали тайную обитель в миру, но уже 24 июля они были вынуждены рассеяться. По благословению настоятельницы Мария Пилар и Святого Франциска Борджа, Мария Ангелов и Святого Иосифа и Тереза Младенца Иисуса и Святого Иоанна Креста отправились к некой благочестивой женщине, готовой укрыть их. По пути монахини были обнаружены группой милиционеров.
Мария Пилар была ранена выстрелом в живот. Она крикнула: «Слава Христу Царю! Господи, прости им!», из-за чего озверевшие милиционеры сильно избили пожилую монахиню. Один из них, сжалившись, привел её в центр Красного Креста, откуда её перенесли в больницу. Здесь, умирая, она все время повторяла: «Боже мой, прости им, не ведают, что творят!»

## Прославление
10 июля 1941 года тела сестер были обнаружены и через два дня торжественно перенесены в монастырь Святого Иосифа в Гвадалахаре. Римский Папа Иоанн Павел II 29 марта 1987 года в соборе Святого Петра в Риме причислил всех трёх монахинь к лику блаженных как мучениц, пострадавших во время гражданской войны в Испании (1936—1939).
Литургическая память им совершается 24 июля.

## Цитата
Если нам предстоит мученичество, то к Тебе мы пойдем с пением, и, подобно нашим мученицам из Компьеня, будем петь: «Слава Сердцу Иисуса!» (1936 год, Мария Пилар и Святого Франциска Борджа).